# Dipartimento dell'energia degli Stati Uniti d'America
Il Dipartimento dell'energia degli Stati Uniti d'America (DOE) (United States Department of Energy) è il dipartimento federale del governo degli Stati Uniti d'America responsabile della gestione dell'energia e della sicurezza nucleare.
Il dipartimento si occupa del programma nucleare statunitense, sia in ambito civile che militare. Gestisce il programma di armamenti nucleari, la produzione dei reattori nucleari per la United States Navy, il risparmio energetico, lo sviluppo di nuove forme di energia, la radioattività ambientale e l'energia prodotta in modo domestico. Molte delle ricerche sono svolte tramite i laboratori di proprietà del dipartimento.
Molte agenzie federali vennero stabilite per gestire i vari aspetti dell'energia atomica negli Stati Uniti dopo la creazione del progetto Manhattan e la seguente creazione dell'Atomic Energy Commission. La spinta finale che portò alla creazione di un singolo dipartimento che gestisce l'energia fu la crisi del 1973, nella quale il presidente Jimmy Carter propose la creazione del dipartimento. La legislazione passò al congresso e venne firmata dal presidente il 4 agosto 1977. Il dipartimento divenne operativo il 1º ottobre 1977. L'agenzia è attualmente amministrata dal segretario dell'energia Chris Wright.

## Unità operative
La Federal Energy Regulatory Commission è un'agenzia indipendente all'interno del U.S. Department of Energy. Il dipartimento gestisce anche la Energy Information Administration e la riserva strategica statunitense del petrolio.

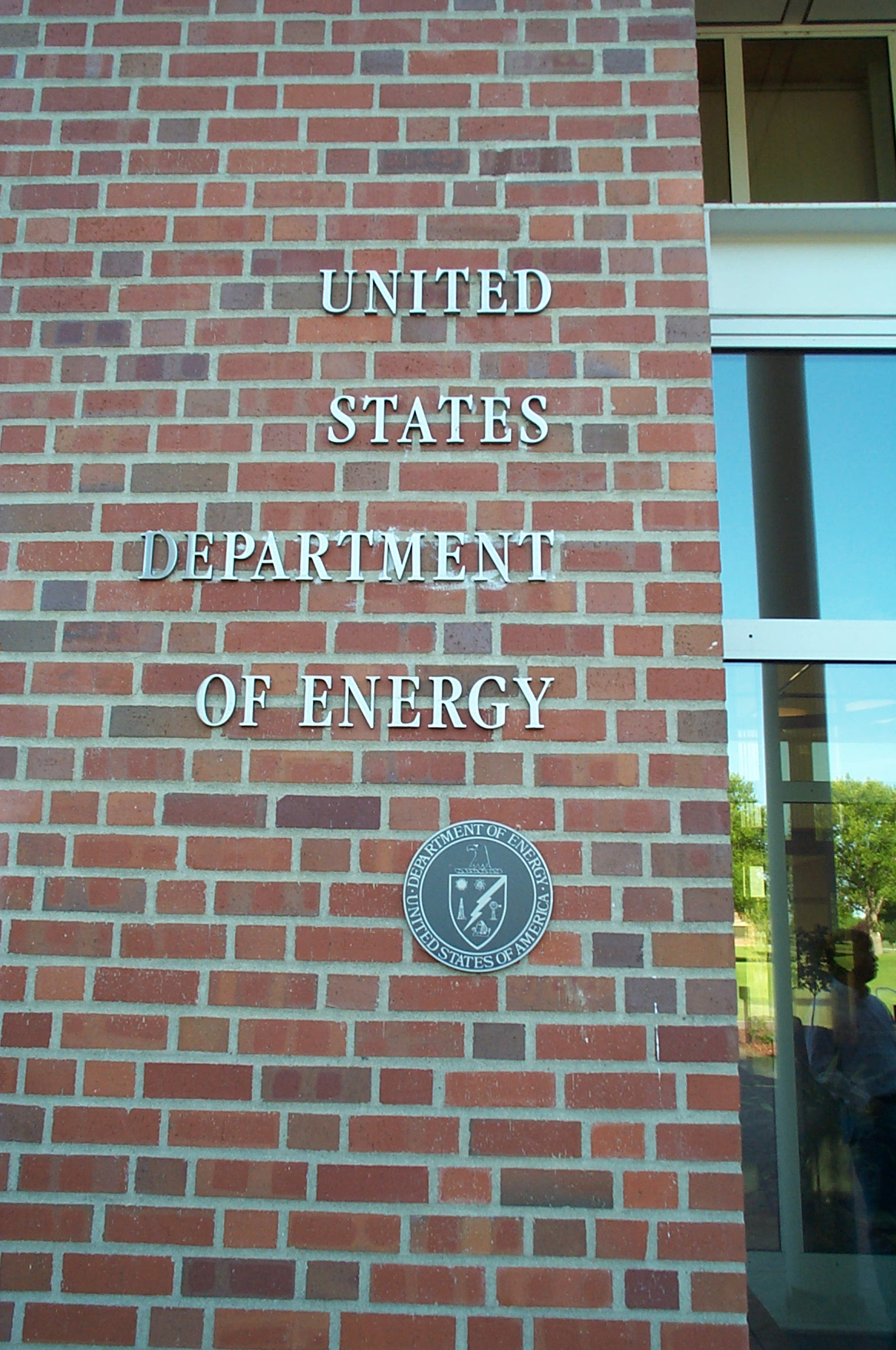
United States Department of Energy logo del Pacific Northwest National Laboratory.

I laboratori gestiti dal dipartimento comprendono:
- Albany Research Center
- Ames Laboratory
- Argonne National Laboratory
- Argonne National Laboratory (West) (ora parte dell'Idaho National Laboratory)
- Brookhaven National Laboratory
- Center for Functional Nanomaterials (in progettazione e costruzione)
- Center for Integrated Nanotechnologies (in progettazione e costruzione)
- Center for Nanophase Materials Sciences (in progettazione e costruzione)
- Center for Nanoscale Materials (in progettazione e costruzione)
- Environmental Measurements Laboratory (ora affiliato al Department of Homeland Security)
- Fermi National Accelerator Laboratory
- Idaho National Engineering Laboratory
- Knolls Atomic Power Laboratory - operante per il Naval Reactors Program Research entro il DOE
- Lawrence Berkeley National Laboratory
- Lawrence Livermore National Laboratory
- Los Alamos National Laboratory
- Molecular Foundry (in progettazione e costruzione)
- National Energy Technology Laboratory
- National Petroleum Technology Office
- National Renewable Energy Laboratory
- New Brunswick Laboratory
- Oak Ridge National Laboratory
- Pacific Northwest National Laboratory
- Princeton Plasma Physics Laboratory
- Radiological & Environmental Sciences Laboratory
- Sandia National Laboratories
- Savannah River Ecology Laboratory  nel Savannah River Site
- Stanford Linear Accelerator Center
- Thomas Jefferson National Accelerator
- Yucca Mountain

Il dipartimento ha quattro amministrazioni principali:
- Bonneville Power Administration
- Southeastern Power Administration
- Southwestern Power Administration
- Western Area Power Administration

## Legislazione relativa
- 1946 - Atomic Energy Act PL 79-585 (creante la Atomic Energy Commission)
- 1954 - Atomic Energy Act Amendments PL 83-703
- 1956 - Colorado River Storage Project PL 84-485
- 1957 - Atomic Energy Commission Acquisition of Property PL 85-162
- 1957 - Price-Anderson Nuclear Industries Indemnity Act PL 85-256
- 1968 - Natural Gas Pipeline Safety Act PL 90-481
- 1973 - Mineral Leasing Act Amendments (Trans-Alaska Oil Pipeline Authorization) PL 93-153
- 1974 - Energy Reorganization Act PL 93-438 (Divide al AEC della Energy Research and Development Administration e nella Nuclear Regulatory Commission)
- 1975 - Energy Policy and Conservation Act PL 94-163
- 1977 - Department of Energy Organization Act PL 95-91 (Dismette la ERDA e la rimpiazza con il Department of Energy)
- 1978 - National Energy Act PL 95-617, 618, 619, 620, 621
- 1980 - Energy Security Act PL 96-294
- 1989 - Natural Gas Wellhead Decontrol Act PL 101-60
- 1992 - Energy Policy Act PL 102-486